# Груич, Небойша
Небо́йша Гру́ич (серб. Небојша Грујић / Nebojša Grujić; 21 марта 1991, Шабац) — сербский гребец-байдарочник, выступает за сборную Сербии начиная с 2014 года. Участник летних Олимпийских игр в Рио-де-Жанейро, чемпион Европы и мира, чемпион первых Европейских игр в Баку, многократный победитель и призёр регат национального значения.

## Биография
Небойша Груич родился 21 марта 1991 года в городе Шабац Мачванского округа, Югославия.
Впервые заявил о себе в 2013 году, выиграв серебряные медали на молодёжном чемпионате Европы в Познани и на молодёжном чемпионате мира в Велланде — обе в двойках на дистанции 200 метров. Год спустя в одиночной двухсотметровой дисциплине одержал победу на молодёжном европейском первенстве во Франции, тогда как на молодёжном мировом первенстве в Сегеде вновь стал серебряным призёром в двойках на двухстах метрах.
Первого серьёзного успеха на взрослом международном уровне добился в сезоне 2014 года, когда попал в основной состав сербской национальной сборной и побывал на чемпионате мира в Москве, откуда привёз награду золотого достоинства, выигранную в зачёте двухместных байдарок на двухсотметровой дистанции вместе с напарником Марко Новаковичем. В следующем сезоне в той же дисциплине получил серебро на чемпионате Европы в чешском Рачице, уступив на финише только немецкому экипажу Рональда Рауэ и Тома Либшера, в то время как на мировом первенстве в Милане выиграл бронзовую медаль, финишировав позади экипажей из Германии и Австралии. Также в этом сезоне в паре со своим неизменным партнёром Новаковичем одержал победу на первых Европейских играх в Баку. Ещё через в двойках на двухстах метрах стал лучшим на чемпионате Европы в Москве.
Благодаря череде удачных выступлений Груич удостоился права защищать честь страны на летних Олимпийских играх 2016 года в Рио-де-Жанейро. Они с Марко Новаковичем стартовали в своей коронной дисциплине байдарок-двоек на двухсотметровой дистанции — со второго места квалифицировались на предварительном этапе, затем на стадии полуфиналов заняли третье место и попали тем самым в главный финал «А». В решающем финальном заезде финишировали, тем не менее, лишь шестыми, отстав от победившего испанского экипажа Сауля Кравиотто и Кристиана Торо чуть более чем на полсекунды.